# François Fulconis
François Fulconis, noto anche con lo pseudonimo di Lalin (Scarena, 1760 – Nizza, giugno 1799), è stato un militare nizzardo.

## Biografia

### Gioventù
Trascorse la sua giovinezza a Scarena, sua città natale, prima di partire per andare a lavorare come scalpellino a Montpellier. Ritornato nel suo borgo natale nel 1789, intraprese la professione di sarto. Tre anni dopo, nel 1792, anno dell'invasione francese del Nizzardo, sposò una certa Maïna.

### Adesione al barbetismo
Nel 1793 la moglie di Lalin venne violentata da un tenente degli ussari: decise quindi di fuggire assieme alla consorte a Saorgio, ove aderì al movimento di resistenza dei barbets, divenendo perfino capitano. 
Nel 1796 Vittorio Amedeo III di Savoia decise di riconoscere la cessione del Nizzardo alla Francia. Il generale Pierre Dominique Garnier offrì quindi una tregua ai barbets che desideravano tornare alle proprie case. Lalin riunì diverse compagnie e lasciò a ciascuno dei membri la scelta di proseguire la lotta. Nella sua compagnia rimasero solo una ventina di uomini. Seguirono diverse delazioni e denunce che portarono alla cattura o alla morte di molti barbets, tra le quali vi è quella di Lalin, ucciso in un rifugio di montagna nel 1799, a seguito della denuncia di un suo parente.
I resti di Lalin vennero inchiodati alla porta della casa di famiglia, per poi essere esposti a Nizza, in stato di decomposizione, per ordine del generale Garnier. Un provvedimento che provocò l'indignazione del clero locale e della popolazione nizzarda.

## Il ricordo di Lalin oggi
Oggi la figura del combattente nizzardo è celebrata da vari movimenti regionalisti e indipendentisti nizzardi e/o occitani.
Nel suo paese natale, Scarena, ogni anno viene ricordato durante una celebrazione.